# Santa Cruz de La Palma
Santa Cruz de la Palma (Sveti križ La Palme) je mesto in občina na vzhodni obali otoka La Palma v provinci Santa Cruz de Tenerife na Kanarskih otokih. Santa Cruz de la Palma je drugo največje mesto (za Los Llanos de Aridane) in glavno mesto otoka. Leži vzdolž starega toka lave, ki prihaja iz Calderete (majhne kaldere), vulkana južno od mesta.
Število prebivalcev občine je bilo 16.330 (2013), njegova površina je 43,38 km². V mejah mesta živi okoli 13.000 ljudi, preostalo prebivalstvo pa v drugih naseljih.

## Zgodovina

### Predšpansko obdobje
Otok La Palma je bil naseljen od sredine 1. tisočletja pr. n. št.. Stalne naselbine in odnosi s sredozemsko regijo dokazano segajo v 3. stoletje pr. n. št. V 3. stoletju našega štetja so se povezave med otokom La Palma in sredozemsko kulturo pretrgale. Do 14. stoletja so Benahoaritas, staroselci otoka La Palma, razvili svojo kulturo. Leta 1922 so nad mestom Santa Cruz de La Palma našli veliko petroglifov. Domneva se, da je bilo arheološko najdišče La Erita pomembno kultno mesto Benahoaritas. V 15. stoletju je bila La Palma osvojena v imenu kastiljskega kraljevega para Izabelle in Ferdinanda.

### Gospodarsko okrevanje
Mesto je ustanovil Alonso Fernández de Lugo 3. maja 1493. Nastalo je med reko, ki je ob jami z imenom Tedote (zdaj Cueva de Carías, ki je severno od mesta). Mesto, prvotno imenovano Villa del Apurón, je služilo kot pristanišče, ki je povezovalo poti z obema Amerikama in izvažalo blago z otoka, kot je sladkorni trs. Stoletje po osvojitvi La Palme, končani leta 1493, je otok igral pomembno vlogo v gospodarstvu Kastilije v atlantski regiji. Leta 1508 so Kanarski otoki dobili privilegij proste blagovne trgovine z Ameriko. Skoraj vsaka ladja, ki je plula iz Kastilije v Ameriko, se je ustavila na Kanarskih otokih.
V 16. stoletju je bila gospodarska usmeritev otoka proizvodnja sladkorja za izvoz. Za domačo porabo so gojili pšenico in ječmen. Drugi izvozni predmeti so bili vino, smola in les. Sladkor iz La Palme so izvažali v Francijo, Anglijo, Flandrijo, Nizozemsko, Hamburg, Iberski polotok in Genovo. Kljub krizi proizvodnje sladkorja na Kanarskih otokih s konca 16. stoletja je La Palma zaradi visoke produktivnosti in obilice surovin uspela dolgo ohraniti pomen te proizvodnje. Tovarne sladkorja na La Palmi so lahko preživele do prve polovice 19. stoletja, čeprav je izvoz vina v stoletjih nadomestil izvoz sladkorja. Ladjedelništvo je bilo panoga, ki je igrala pomembno vlogo zaradi obilice lesa na otoku.
Dobički trgovcev s sedežem na La Palmi niso izhajali le iz izvoza blaga v Ameriko, ampak tudi iz dejstva, da so z dohodki od izvoza kupovali ameriško blago, ki so ga prodajali na Iberskem polotoku in tam kupovali blago, ki je bilo povezane s Kanarskimi otoki so bile prepeljane.
Tihotapstvo je bilo stalnica v Santa Cruz de La Palma v 16. in 17. stoletju. Skupaj z legalnim izvozom in uvozom je ponudil priložnost za hitro pridobitev velikega bogastva. To je pritegnilo številne trgovce in pustolovce. Konec 16. stoletja je bilo v Santa Cruz de La Palma veliko število portugalskih, flamskih, francoskih in genovskih trgovcev.
Da bi lahko bolje evidentiral pretok blaga s Kanarskih otokov v Ameriko in obdržal tihotapljenje pod nadzorom, je imel kralj Filip II. Španski prvo Juzgado de indias (registrsko sodišče za ameriško trgovino) v pristanišču Santa Cruz de La Palma. leta 1564 kot dodatek ustanovitvi Casa de Contratación v Sevilli.

### Gospodarski upad
Gospodarski propad se je začel leta 1657. V skladu z odlokom so morale biti vse ladje, ki so potovale s Kanarskih otokov v Ameriko, registrirane na Tenerifu in tam plačati davke. Trgovski promet v pristanišču Santa Cruz de La Palma je skoraj obstal. Ko je kralj Karel III. Španski leta 1778 za ameriško trgovino odprl vsa španska pristanišča, Santa Cruz de La Palma nikoli ni mogla popolnoma okrevati od gospodarske krize.

### Piratski napadi
Tako kot pristanišča na Iberskem polotoku in v severni Afriki so bila tudi pristanišča na Kanarskih otokih med časom pogosto izpostavljena napadom severnoafriških, francoskih in angleških piratov ter zasebnikov, med katerimi so bili nekateri opremljeni s kraljevskimi črkami iz držav izvora. potek 16. stoletja.
V petek, 21. julija 1553, se je pred Santa Cruz de La Palma pojavilo sedem ladij. Šlo je za ladje piratske flote pod poveljstvom francoskega kapitana Françoisa Le Clerca, ki je bil znan kot Pie de Palo. Več kot 500 piratov je pristalo na severu mesta, na območju, ki ni bilo zaščiteno z obrambo. Prebivalstvo se tako velikemu številu ni moglo upreti in se je zateklo v gore. Pirati so izropali mesto in po raznih stavbah razdelili smodnik in katran. Ko so se 1. avgusta umaknili, so mesto zažgali.
V naslednjih letih so mestna strelska mesta razširili in opremili z novimi topovi. Leta 1584 je kralj Filip II. poslal italijanskega graditelja trdnjav Leonarda Torrianija na otok La Palma, da bi optimiziral obrambo. Ko je Francis Drake novembra 1585 poskušal pristati v pristanišču Santa Cruz de La Palma s floto približno 30 ladij in posadko več kot 2000 mož, je bil napad odbit.

## Geografija
Mesto je na vzhodnem pobočju otoka La Palma, katerega Cabildo (svet) je med Risco de la Concepción, na robu La Caldereta (starodavne vulkanske kaldere), in Barranco Seco. Del mesta in pristanišča sta na starem razlitju lave La Caldereta, ki se je nenadoma ohladila, ko se je zlomil del zidu, ki gleda proti severovzhodu, zato je lava hitro dosegla morje, kjer je oblikovala bazaltni tok. 
Ima milo podnebje skozi vse leto, čeprav je običajno, da je nebo prekrito z oblaki zaradi vpliva pasatov, ki prihajajo iz Atlantskega oceana.
Občina ima površino 43,38 km², ima 4,03 km obale in ima 15.695 prebivalcev (INE, januar 2020), od katerih jih 15.000 živi v mestu, ostali pa v obrobnih soseskah. Mestno središče je na ob morju, vendar občinsko ozemlje sega do 1800 m nadmorske višine.
Glavne soseske so:
- Urbano območje z majhnimi soseskami: La Luz, San Telmo, San Sebastián, El Puente, Benahoare, La Alameda, La Calle Real, El Pilar in El Marquito.
- Na obrobju so soseske Calsinas, Velhoco, Las Nieves, La Dehesa, La Encarnación, El Planto, El Carmen in Mirca.

## Mestna pokrajina
Staro mestno jedro Santa Cruza je bilo razglašeno za umetnostnozgodovinski spomenik. Glavna prometnica je Avenida Marítima, cesta ob reki, ki je zgrajena samo na kopnem. Poleg novogradenj je nekaj starih hiš v kanarskem in kolonialnem slogu z umetniško okrašenimi lesenimi balkoni. Na vzporedni ulici Calle O'Daly, znani tudi kot Calle Real, so mestna hiša (zgrajena v 16. stoletju pod vladavino Filipa II.), Plaza de España z glavno cerkvijo sv. Salvadorja, majhne trgovine, kavarne in restavracije.
Mestna plaža, ki je bila zgrajena leta 2017, se razprostira na morski strani Avenida Marítima.
- Pristanišče
- Hiše ob Avenida Maritima
- Mestna plaža ob Avenida Maritima

## Znamenitosti
Znamenitosti mesta vključujejo:
- Balcones de la Avenida Maritima, najbolje ohranjena celota tipičnih kanarskih lesenih balkonov.
- Renesančna mestna hiša na trgu Plaza de Espana, zgrajena med letoma 1559 in 1563, ima fasado, za katero so značilna obokana okna, kamnite rezbarije in štirje loki, ki počivajo na stebrih z lesenim kasetiranim stropom. Velja za izjemen primer arhitekturnega sloga plateresco zunaj La Palme.[10]
- Sredi trga Plaza de España je bronasti kip pastorja Manuela Hernándeza Díaza (1774–1863), ki je bil postavljen leta 1895. Leta 1820 se je zavzemal za liberalno ustavo za Španijo in odprl brezplačno šolo za otroke vseh slojev. Na tem trgu sta tudi Casa Massieu Tello de Eslava, zgrajena leta 1785, nekoč najveličastnejša hiša v mestu, in Casa Monteverde, ki je bila leta 1923 razširjena v tretje nadstropje.[11]
- Iglesia Matriz de El Salvador, zgrajena na začetku 16. stoletja ali obnovljena po letu 1553 v treh ladjah s kasetiranimi stropi v slogu Mudéjar in pritrjenim stolpom iz klesanih kamnov vulkanskega izvora na Plaza de España. Posebnost je povsem renesančni portal, razen baročnega venca.[12]
- Iglesia Santo Domingo je bila zgrajena leta 1530 skupaj z nekdanjim dominikanskim samostanom San Miguel de las Victorias kot triladijska cerkev z leseno stropno konstrukcijo v andaluzijsko-mavrskem slogu mudéjar. V njem je obsežna zbirka flamskih oljnih slik. Cerkveni zvonik je bil zgrajen leta 1701.[13]

- Iglesia de San Francisco, zgrajena v renesančnem slogu, je nekoč pripadala frančiškanskemu samostanu Real Convento de la Inmaculada Concepción. Kapela Señor de la Piedra fría, zgrajena leta 1565, ima osmerokoten kupolast obok s stropom mudéjar nad kvadratnim tlorisom. Danes je samostan dom otoškega muzeja Convento de San Francisco z umetninami, kot so flamska kiparska skupina Santa Ana, Devica z otrokom (16. stoletje), izrezljana figura iz Sevilje (18. stoletje).[14]
- Casa Sotomayor na Calle O'Daly je bila zgrajena konec 16. stoletja in je bila v lasti družine Sotomayor od leta 1625. S svojimi fasadami iz črnih vulkanskih kamnitih blokov ali Molinera, ki simulirajo trdnjavo, velja za eno najzanimivejših stavb palmerijske arhitekture.[15]
- Druga hiša s fasado iz naravnega kamna je Casa Principal de Salazar, ki je bila zgrajena med letoma 1631 in 1642 in ima elemente renesanse in baroka. Več desetletij je bila palača z dvoriščem z lesenimi balkoni v lasti Cabildo Insular de La Palma, ki je zgradbo preuredila v kulturni center za razstave in konference.[16]
- Casa Vandewalle je bila zgrajena v prvi tretjini 17. stoletja kot mestna palača na temeljih velike hiše iz 16. stoletja. V notranjosti so ohranjeni stropi v slogu mudéjar, ornamentirane kamnite ploščice in modre delftske keramične ploščice na steni glavnega stopnišča. Na terasi je vrt.[17]
- Santa Maria (Barco de la Virgen), replika karavele v polni velikosti, s katero je Krištof Kolumb odkril Ameriko, je na trgu Plaza de La Alameda v Santa Cruzu. Leta 1765 je bila najprej narejena iz lesa in kamna, leta 1940 pa iz betona, da bi postala Bajada de la Virgen de las Nieves. Velja za znamenitost La Palme. Ladja je od leta 1975 dom Pomorskega muzeja Museo Naval.[16]